# Zátaví
Zátaví je vesnice, část obce Kestřany v okrese Písek v Jihočeském kraji. Leží v Českobudějovické pánvi na levém břehu zlatonosné řeky Otavy, v blízkosti jejího soutoku s Blanicí. V roce 2011 zde trvale žilo 183 obyvatel.

## Historie
První písemná zmínka o vesnici pochází z roku 1332.

## Obyvatelstvo
| Rok            | 1869 | 1880 | 1890 | 1900 | 1910 | 1921 | 1930 | 1950 | 1961 | 1970 | 1980 | 1991 | 2001 | 2011 | 2021 |
| -------------- | ---- | ---- | ---- | ---- | ---- | ---- | ---- | ---- | ---- | ---- | ---- | ---- | ---- | ---- | ---- |
| Počet obyvatel | 272  | 308  | 283  | 295  | 271  | 282  | 253  | 187  | 195  | 171  | 172  | 163  | 165  | 183  | 205  |
| Počet domů     | 34   | 39   | 43   | 43   | 43   | 42   | 46   | 57   | 47   | 48   | 44   | 52   | 59   | 60   | 66   |

## Obecní správa
Při sčítání lidu v letech 1850–1963 Zátaví bylo samostatnou obcí v okrese Písek. Od roku 1964 je částí obce Kestřany v okrese Písek.

## Pamětihodnosti
- Ve vsi stojí několik usedlostí s dochovanými archaickými zděnými špýcharky.
- Kaple na návsi ve vesnici je zasvěcená svatému Vojtěchovi a je z první poloviny 19. století.[8]

- Výklenek ve zdi pro sochu světce se nachází v domě čp. 33[9]

## Galerie

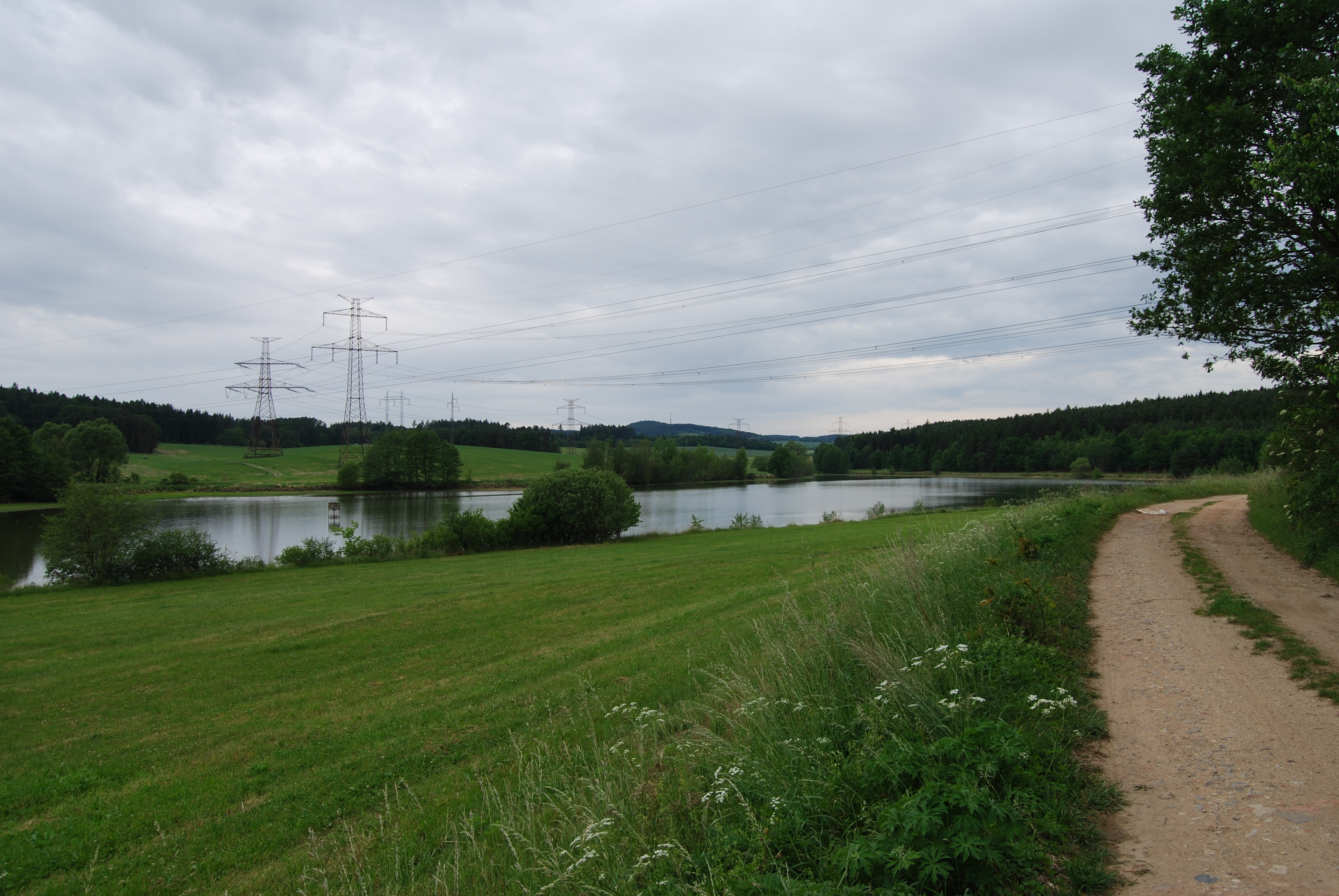
Zátavský rybník
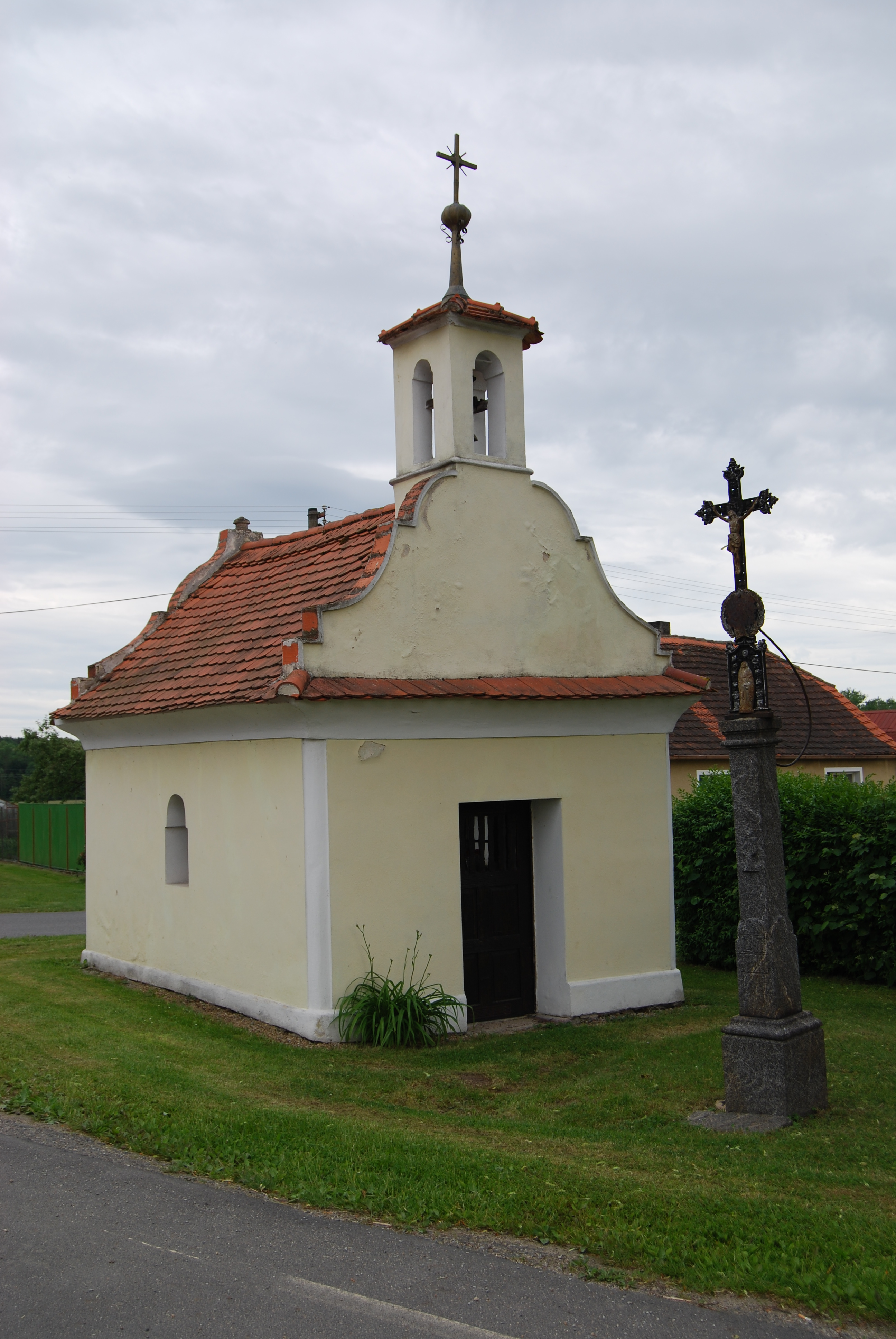
Kaple svatého Vojtěcha
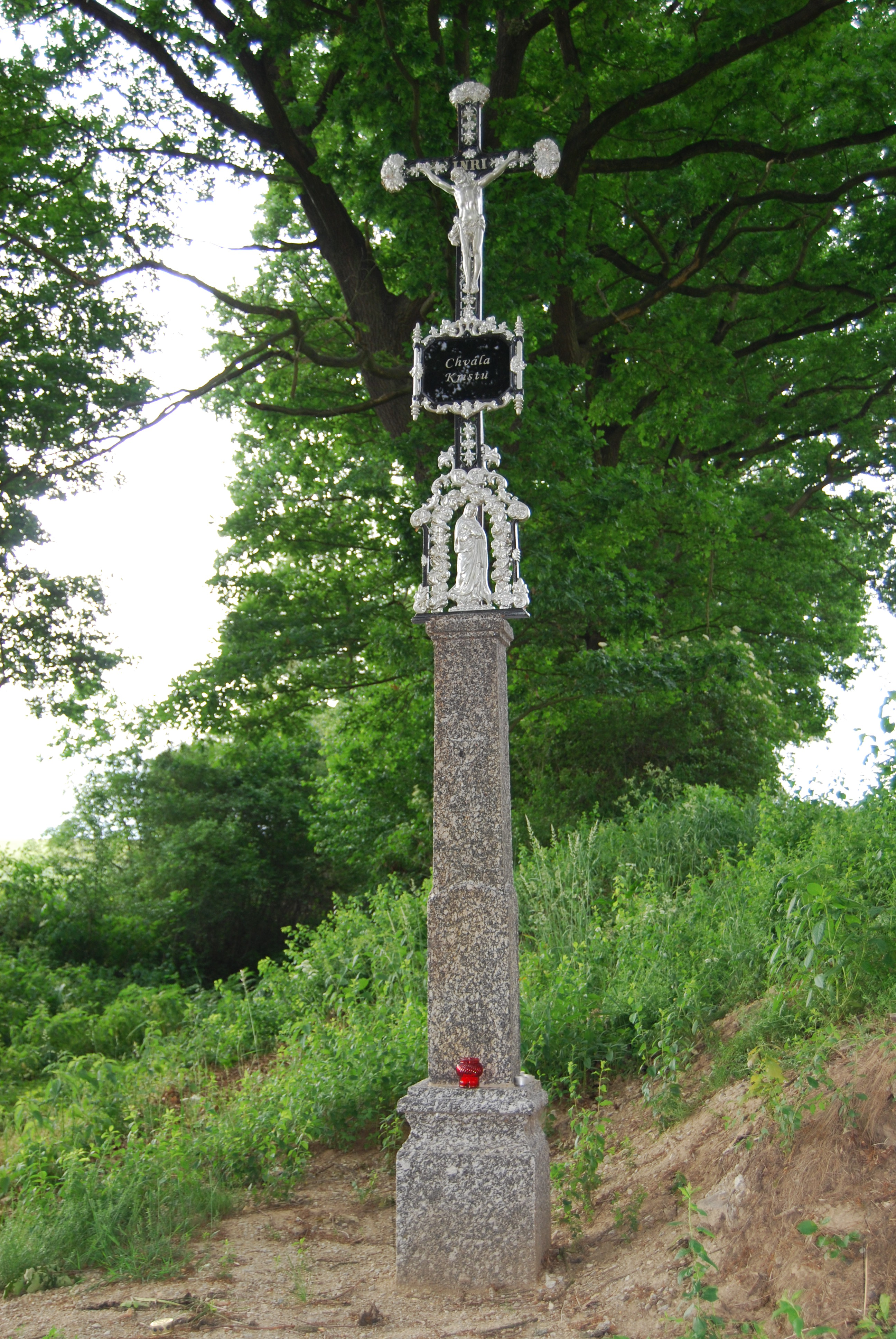
Kříž poblíž vesnice
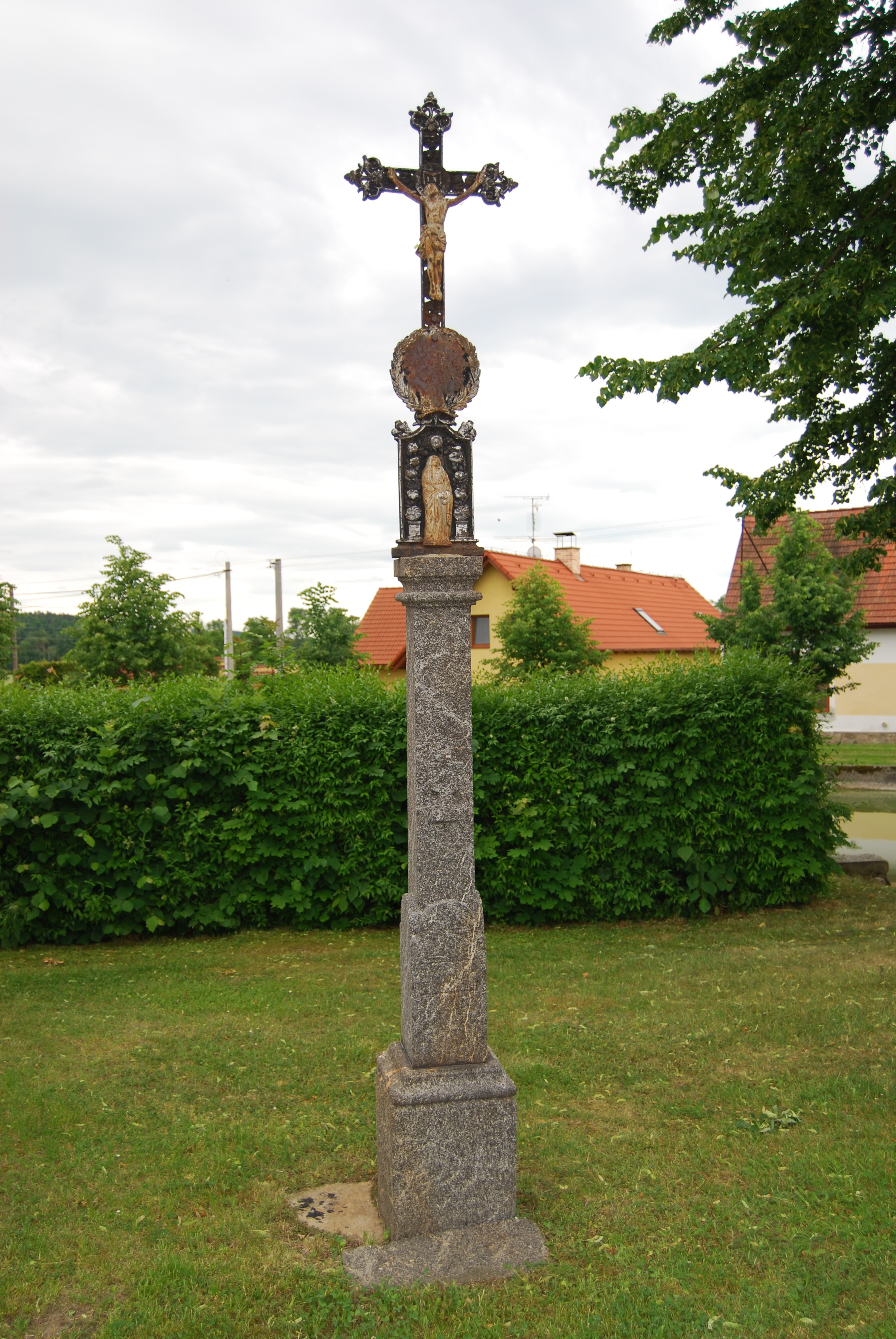
Kříž před návesní kaplí